# Alain Minc
Pour les articles homonymes, voir Minc.
Alain Minc, né le 15 avril 1949 à Paris 19e, est un conseiller politique, essayiste et dirigeant d'entreprise français.
Il est actuellement président d'AM Conseil et, de 2012 à 2023, de la SANEF, l'une des trois principales sociétés autoroutières françaises, après avoir été plusieurs années membre du conseil d'administration d'une société concurrente, Vinci.
Il est aussi membre du conseil d'administration de Prisa, CaixaBank, Fnac, Poweo Direct Énergie, Ingenico et Yves Saint Laurent.

## Biographie

### Formation
Il est fils de Joseph Minc (né à Brest-Litovsk en 1908, mort en 2011 à 102 ans) et de Lisa, née Bogacz (1908-1999). Son père, prothésiste-dentaire de formation, naît au sein de la communauté juive biélorusse de Brest-Litovsk où l'antisémitisme est très fort : « Quand on sortait du quartier, on nous insultait, on nous jetait des pierres, on lâchait les chiens. » Il adhère au Parti communiste polonais, alors formation politique clandestine, et choisit en 1931 l'exil en France, du côté de Bordeaux, pour passer un diplôme universitaire de dentiste. Rattrapé par la guerre, menacé d'être déporté, échappant de peu à la rafle du Vél'd'Hiv, ayant déménagé l'avant-veille, il combat pendant l'Occupation au sein des FTP-MOI. En 1947, Joseph, devenu dentiste diplômé d'État, et son épouse s'installent rue Chapon ; c'est là que le petit Alain passe son enfance. Ils obtiennent leur naturalisation le 28 février 1948. Joseph Minc quitte le Parti communiste en 1967.
Élève au lycée Turgot, puis en classe préparatoire au lycée Louis-le-Grand, Alain Minc est ingénieur diplômé de l'École nationale supérieure des mines de Paris (promotion 1968), diplômé de l'Institut d'études politiques de Paris (promotion 1971), puis de l'École nationale d'administration (promotion 1975), d'où il sort major de la promotion Léon Blum pour la voie d'administration économique.

### Carrière professionnelle
Alain Minc intègre l'Inspection générale des finances (1975-1979). Il se fait connaître par le rapport Nora-Minc sur l'informatisation de la société, qui introduit le néologisme télématique. Ce rapport a rencontré un grand succès, mais a conduit à l'impasse du Minitel et au retard pris par la France dans le domaine de l'Internet, ce qu'Alain Minc a reconnu ultérieurement.
Il démissionne de son corps pour rejoindre Saint-Gobain en 1979. Roger Fauroux lui confie la direction financière. Il s'occupe alors, en liaison avec le DGA Francis Mer, de prises de participation de l'entreprise dans l'industrie informatique, et de l'achat par Saint-Gobain de 33 % du capital d'Olivetti, dirigé par l'homme d'affaires Carlo De Benedetti. L'objectif est de rapprocher, voire de fusionner, CII-HB (Bull) et Olivetti. Alain Minc sera brièvement DGA et directeur financier de CII-HB en 1981, mais il revient rapidement à Saint-Gobain lorsque le gouvernement oblige Saint-Gobain à sortir de l'industrie informatique. Il intègre entre-temps la (première) promotion 1981 des « Young Leaders » de la French-American Foundation. En 1983, Alain Minc prône la prise de contrôle de la Compagnie générale des eaux. Il essuie alors un premier échec en organisant un raid manqué contre la société.
Entre 1984 et 1986, il est président de Cochery et de Bourdin et Chaussé, des filiales de la Compagnie générale des eaux (elle-même détenue à 21 % par Saint-Gobain).
Il quitte Saint-Gobain en 1986 pour travailler avec Carlo De Benedetti et devient administrateur-directeur général de Cerus,. Alain Minc, dont François Sureau était l'adjoint, est alors « le principal instigateur de la célèbre et calamiteuse OPA sur la Société générale de Belgique, en janvier 1988 », qui débouche sur « un désastre financier »,. Carlo de Benedetti le congédie de Cerus en avril 1991, sa société ne s'en relèvant pas de cette tentative d'OPA ratée,. Il est également membre de conseils d'administration de plusieurs autres sociétés dont Valeo,.
Président, depuis 1985, de la Société des lecteurs du journal Le Monde, il est président du conseil de surveillance de la SA Le Monde de 1994 à 2008.
En 1991, il crée AM Conseil se spécialisant dans les activités de consultant. Son ubiquité lui a parfois été reprochée. Ainsi, Gérard Mestrallet, PDG de Suez, le rémunérait alors qu'Alain Minc conseillait Albert Frère qui tentait de destituer Mestrallet. De plus le directeur général de Vinci Xavier Huillard l'a retiré du conseil d’administration en janvier 2007, réalisant que Minc conseillait François Pinault, qui préparait une attaque contre le groupe de BTP. Selon Libération, Minc voulait se venger de Huillard qui avait démis son ami Antoine Zacharias l'année précédente.
Il est ou a été membre de plusieurs groupes de réflexion influents, comme la défunte Fondation Saint-Simon dont il fut le trésorier, ou le club le Siècle. Publiant environ un livre par an, il est un conseiller sollicité par les principales entreprises françaises. Administrateur de nombreuses sociétés, il traite d'économie comme du discours de communication avec sa société AM Conseil.
À l'ouverture de Direct 8, ancienne chaîne de la TNT devenue D8, Alain Minc devient éditorialiste de l'émission intitulée Face à Alain Minc animée par Guillaume Klossa. En janvier 2007, il devient l'animateur de cette émission. En janvier 2008, lors d'une de ces émissions, il déclare, en pleine crise des subprimes aux États-Unis, que le marché financier, sans qu'il ait d'organes apparents de régulation, est très bien régulé, que l'empirisme prévaut et que l'économie mondiale est plutôt bien gérée.
Proche de Nicolas Sarkozy, il indique, au Grand Journal de Canal+ le 5 décembre 2008, être de ceux qui ont suggéré la suppression de la publicité sur les chaînes publiques.
Il est membre du comité stratégique du groupe Bolloré.
Il exerce la présidence du conseil d'administration de Sanef (Société des Autoroutes du Nord et de l'Est de la France) à partir du 1er janvier 2012,. Il avait été auparavant un partisan de la privatisation des autoroutes françaises.
Il rencontre Emmanuel Macron à sa sortie de l'ENA, et lui demande « Que serez-vous dans trente ans ? », lequel Emmanuel Macron répond « Je serai Président de la République ». Il conseillera en 2016 à Emmanuel Macron de faire une croix sur 2017 afin de gagner en expérience politique en vue de l'élection présidentielle de 2022.
Il a soutenu François Mitterrand aux élections présidentielles de 1974, 1981 et 1988[réf. nécessaire], Édouard Balladur au premier tour puis Lionel Jospin au second tour de celle de 1995, François Bayrou à celle de 2002 et Nicolas Sarkozy lors de celles de 2007 et de 2012,. Pour l'élection présidentielle de 2017, il soutient Alain Juppé jusqu'à sa défaite à la primaire des Républicains, puis Emmanuel Macron, car il juge positif que celui-ci soit « partisan d’une construction européenne avec des abandons de souveraineté ». Il annonce pour l'élection présidentielle de 2022 qu'il votera Valérie Pécresse notamment pour sa fermeté : il déclare qu'« avec elle, la main ne tremblera pas ».

### Vie privée
Alain Minc est marié et père de trois enfants. Disposant d'une réputation dans le conseil des affaires du tout-paris, il est cité par deux finalistes d'une élection présidentielle lors du débat d'entre deux tours. Proche de nombreux influents, il appréciait notamment échanger avec le milliardaire Albert Frère, tous les samedis à 16 heures.

## Décorations
- Commandeur de la Légion d'honneur (janvier 2008). Alain Minc est promu commandeur de la Légion d'honneur sous la présidence de Nicolas Sarkozy[41] (il avait été chevalier en 1994)[42], sur le contingent du ministère de la Culture et de la Communication.
- Grand-croix de l'ordre du Mérite civil d'Espagne (2014)

## Polémiques

### Condamnations judiciaires pour plagiat
Alain Minc a été condamné le 28 novembre 2001 par le tribunal de grande instance de Paris à verser 100 000 francs (environ 15 000 euros) à titre de dommages et intérêts pour plagiat, reproduction servile et contrefaçon, pour son ouvrage intitulé Spinoza, un roman juif, dont le tribunal a statué qu'il était une contrefaçon partielle de l’ouvrage Spinoza, le masque de la sagesse de Patrick Rödel, publié en 1997.
Il est poursuivi en 2013 pour contrefaçon par Pascale Froment, journaliste et auteur d'une biographie de René Bousquet qui l'accuse d'avoir plagié son livre à « grande échelle » (300 passages),. Pour sa part, Alain Minc nie toute utilisation d'un « nègre » et avance qu'il n'a profité que de l'aide d'un « documentaliste ». Le tribunal estime qu’Alain Minc « ne s'est pas contenté de reprendre des éléments purement factuels, historiques ou informatifs de l'ouvrage de Pascale Froment », car « s'il n'a pas servilement copié les extraits de la biographie […], Alain Minc a manifestement reproduit, en cherchant à modifier a minima les phrases, le plus souvent en résumant des passages et en changeant quelques mots ou expressions. Cette recherche tendant à donner l'impression de s'éloigner du texte de l'œuvre première n'exclut pas à l'évidence la contrefaçon tant sont similaires la formulation et la construction des phrases ». Il est condamné en référé, le 2 juillet 2013, avec son éditeur, à verser à Pascale Froment 5 000 euros de dommages et intérêts et 6 000 euros de frais de justice ; l'éditeur doit également retirer les exemplaires de la vente, pour les remplacer par d'autres, où un résumé du jugement sera inséré.

### Controverses liée à la gouvernance du journalLe Monde
La controverse liée à la gouvernance du journal Le Monde démarre dès la mise en place à la fin de l'année 2005 avec Jean-Marie Colombani du concept de journalisme de validation, censé se substituer à celui de journalisme d'investigation,,. Auparavant, Pierre Péan et Philippe Cohen, dans La Face cachée du "Monde" (2003), suggèrent qu'il a abusé de ses fonctions au journal à des fins personnelles en distribuant des articles critiques ou laudatifs au gré des intérêts de ses clients ou de ses proches, un point de vue partagé par l'ancien journaliste du Monde Laurent Mauduit qui avance également cette accusation dans son ouvrage Petits Conseils. Ce dernier dénonce une manipulation de la rédaction au profit des intérêts des clients d'Alain Minc,.
Le 28 juin 2007 lors du renouvellement de la présidence du conseil de surveillance, Claude Perdriel déclare réélu Alain Minc, alors que ce dernier a obtenu 10 voix « pour » sur 20 (sept « contre » et trois abstentions), au mépris des statuts du groupe selon la Société des rédacteurs du Monde. Les membres de la SRM critiquent la proximité affichée d'Alain Minc avec le président de la République Nicolas Sarkozy. L'influence en coulisses de Minc avait été critiquée dans le livre Petits conseils de l'ancien journaliste du Monde Laurent Mauduit, qui, selon Denis Sieffert s'était vu empêcher la parution d'un article sur une opération conseillée par Alain Minc. Le 25 juillet, cinq sociétés du personnel du quotidien ont engagé une médiation judiciaire pour obtenir le retrait d'Alain Minc. Il a annoncé le 15 octobre 2007 son intention de quitter à la fin mars la présidence du conseil de surveillance du journal Le Monde.
Il est accusé par la Société des Rédacteurs du Monde, rejointe par les syndicats CGT et SNJ, d'avoir précipité la crise amenant à la démission du nouveau président du directoire Pierre Jeantet afin de précipiter une recapitalisation du groupe au profit de Lagardère SCA, dont il est le conseiller. Il quitte la présidence du conseil de surveillance le 11 février 2008 et est remplacé par Louis Schweitzer.
Le rôle important joué en tandem par Emmanuel Macron et Alain Minc dans les manœuvres d'actionnaires autour du rachat du quotidien Le Monde sous le mandat du président Nicolas Sarkozy est évoqué dans une des premières enquêtes du site d'informations grand public français Off-investigation à « 100 % spécialisé dans l’enquête journalistique au long cours », créé en octobre 2021 par un groupe de journalistes d'investigation parmi lesquels Jean-Baptiste Rivoire, ancien rédacteur en chef-adjoint de l'émission Spécial Investigation sur Canal+,.

### Polémique à la suite de ses déclarations sur Benoît XVI
Le 25 août 2010, faisant suite aux déclarations du pape Benoît XVI ayant été interprétées comme une critique de la politique de destruction de camps et d'expulsions de Roms menée par le gouvernement français depuis plusieurs semaines, Alain Minc déclare sur France Inter : « Si vous me permettez de faire un petit hold-up d'antenne […] J'ai envie d'exploser un peu. Ce pape allemand ? Parler comme il a parlé ? En français ? […] Son insensibilité qu'on a mesurée quand il a réinstallé un évêque révisionniste, son insensibilité à l'histoire, dont il est comme tous les Allemands un héritier […] On peut discuter (de) ce que l'on veut sur l'affaire des Roms, mais pas un pape allemand. […] Jean-Paul II, peut-être, pas lui. […] Quand je vois les exégètes de la presse de gauche […] lever leur chapeau en approbation aux propos du pape le plus réactionnaire que l'on ait connu […], ça me trouble un peu. Pas lui — lui vise le pape — Pas ça, pas comme ça. Un autre, oui, mais pas lui. »
Outre l'ancienne ministre Christine Boutin, les députés Yannick Favennec et Christian Vanneste ont aussitôt dénoncé ces propos et demandé sa démission de conseiller officieux de la présidence de la République.

## Critiques
Alain Minc est l'une des personnalités critiquées par le film documentaire français sorti en janvier 2012 : Les Nouveaux Chiens de garde, lui-même tiré de l'essai éponyme de Serge Halimi paru en 1997, qui explore les collusions entre les médias français et les pouvoirs politique et économique français.
Le film montre notamment un extrait de l'émission Face à Minc présentée par Alain Minc sur la chaîne Direct 8, le 5 janvier 2008. Il y déclare notamment : « Ce que je voudrais quand même ajouter […], c'est quand même l'incroyable plasticité du système. Parce que, on nous aurait dit que, au fond, le système financier serait régulé avec un doigté tel qu'il évitera une crise qui aurait pu être quand même de l'ampleur des très grandes crises financières qu'on a connues dans le passé… C'est quand même un univers, au fond, qui est très résilient, qui finalement, sans qu'il y ait d'organe apparent de régulation, très bien régulé. […] L'économie mondiale est plutôt bien gérée. » Neuf mois plus tard, la crise des subprimes déclencha la crise bancaire et financière de l'automne 2008.
Alain Minc est une cible récurrente du mensuel Le Monde diplomatique, et de l'association française de critique des médias Acrimed.
Le journaliste Laurent Mauduit lui consacre en 2012 tout un chapitre de son ouvrage Les Imposteurs de l'économie (sous titré : Les économistes vedettes sous influence) dans lequel l'auteur critique les conflits d'intérêts quelle que soit la majorité parlementaire,.
En mai 1995, lors du débat de l'entre-deux-tours opposant Lionel Jospin et Jacques Chirac, le candidat socialiste (Lionel Jospin) fait remarquer à son adversaire que « Monsieur Minc a été plus longtemps conseiller de monsieur Balladur, qui est plus proche de vous encore qu'on ne sait pas très bien. Il a annoncé qu'il votait pour moi, il est libre comme citoyen, mais il n'est pas du tout mon conseiller. » Cette déclaration lui attire la réponse lapidaire de Jacques Chirac : « Je vous le laisse ».

## Prises de position et analyses
Il considère que le « métier politique » n'est pas suffisamment rémunéré pour attirer les meilleurs profils, et suggère de réévaluer l'indemnité des parlementaires à 10 000 euros mensuels.
Il avait auguré, dans son ouvrage de 1986, Le syndrome finlandais, la prochaine « finlandisation » de l'Europe face à une menace soviétique amenée alors d'après lui à durer plusieurs décennies.
Il aurait, d'après certaines sources, comparé la crise économique en cours en septembre 2008 à une « grossesse nerveuse ».
Il soutient le projet européen et le traité de Maastricht.
Le 25 octobre 2016, il annonce dans L'Express que « Mme Clinton sera élue — Dieu merci — en faisant de la politique classique ». Donald Trump est élu deux semaines plus tard.
Associé à l'élitisme et au politiquement correct, il reconnaît lui-même qu'« il y a deux expressions qui me poursuivront jusqu'au bout : le cercle de la raison et la mondialisation heureuse ».

### Prises de position dans le cadre des élections législatives de juillet 2024
Le 13 juin 2024, invité de l'émission C dans l'air sur France 5, il a qualifié la dissolution de l'Assemblée nationale décidée par le président de la République Emmanuel Macron d' « erreur historique » et a alerté sur un risque de « chaos » institutionnel.

## Autres mandats
- Membre du Conseil d'administration de la Digital New Deal Foundation, organisme de réflexion sur l'avenir numérique européen[70].

## Publications
- L’informatisation de la société, avec Simon Nora, rapport au président de la République, Paris, La Documentation française, 1978. Publié également au Seuil, Paris, 1978  (ISBN 978-2-02-004974-0).
- L’après-crise est commencé, Paris, Gallimard, 1982.
- L’Avenir en face, Paris, Le Seuil, 1984.
- Le Syndrome finlandais, Paris, Le Seuil, 1986.
- La Machine égalitaire, Paris, Grasset, 1987.
- La Grande Illusion, Paris, Grasset, 1989.
- La Vengeance des nations, Paris, Grasset, 1990.
- L’Argent fou, Paris, Grasset, 1990.
- Français, si vous osiez, Paris, Grasset, 1991.
- Le Média choc, Paris, Grasset, 1992.
- Le Nouveau Moyen Âge, Paris, Gallimard, 1994.
- La France de l'an 2000 (rapport au premier ministre de la commission présidée par Alain Minc), Paris, Éditions Odile Jacob, 1994.
- Deux France ?, avec Philippe Séguin et Éric Laurent, Paris, Plon, 1994.
- Contrepoints, Paris, Librairie générale française, 1994-2002.
- L’Ivresse démocratique, Paris, Gallimard, 1994.
- Louis-Napoléon revisité, Paris, Gallimard, 1996.
- Antiportraits, Paris, Gallimard, 1996.
- La Mondialisation heureuse, Paris, Plon, 1997.
- Au nom de la loi, Paris, Gallimard, 1998.
- Spinoza : un roman juif, Paris, Gallimard, 1999.
- www.capitalisme.fr, Paris, Grasset, 2000.
- Le Fracas du monde : journal de l'année 2001, Paris, Le Seuil, 2002.
- Épîtres à nos nouveaux maîtres, Paris, Grasset, 2002.
- Les Prophètes du bonheur : une histoire personnelle de la pensée économique, Paris, Grasset, 2004 [a remporté le Prix du livre d'économie].
- Ce monde qui vient, Paris, Grasset, 2004
- Le Chômage : à qui la faute ? avec Nicolas Baverez, Jean-Baptiste de Foucauld et Alain Houziaux, Éditions de l'Atelier, 2005.
- Le Crépuscule des petits dieux, Paris, Grasset, 2005.
- Une sorte de diable : les vies de John Maynard Keynes, Paris, Grasset, 2007.
- Une histoire de France, Paris, Grasset, 2008.
- Dix Jours qui ébranleront le monde, Paris, Grasset, 2009.
- Une histoire politique des intellectuels, Paris, Grasset, 2010.
- Un petit coin de paradis, Paris, Grasset, 2011.
- L’Âme des nations, Paris, Grasset, 2012.
- L’Homme aux deux visages : Jean Moulin, René Bousquet : itinéraires croisés, Paris, Grasset, 2013.
- Vive l’Allemagne !, Paris, Grasset, 2013.
- Le mal français n’est plus ce qu’il était, Paris, Grasset, 2014.
- Un Français de tant de souches, Paris, Grasset, 2015.
- Mirabeau criait si fort que Versailles eut peur, Paris, Grasset, 2017.
- Une humble cavalcade dans le monde de demain, Paris, Grasset, 2018.
- Voyage au centre du « système », Paris, Grasset, 2019.
- « Mes » présidents, Grasset, 2020.
- Il participe à l’ouvrage de Marc Welinski, Comment bien vivre la fin de ce monde, Éditions Guy Trédaniel, mars 2021.
- Ma vie avec Marx, Gallimard, 2021.
- Dictionnaire amoureux du pouvoir, Plon-Grasset, 2023.
- Somme toute, Grasset, 2024.

## Ouvrages sur Alain Minc
- Stéphane Marchand, Le commerce des illusions : enquête sur les réseaux de pouvoir en France, Paris, J.-C. Lattès, 1999  (ISBN 2-7096-1955-5).
- Laurent Mauduit, Petits conseils, Paris, Stock, 2007  (ISBN 978-2-02-138957-9).
- Laurent Mauduit, Les imposteurs de l'économie : les économistes vedettes sous influence, Paris, Éd. J.-C. Gawsewitch, 2012 (ISBN 978-2-35013-322-5). Réédité dans une version augmentée en 2017 par les Éd. Don Quichotte.